# Reservoir (medicina)

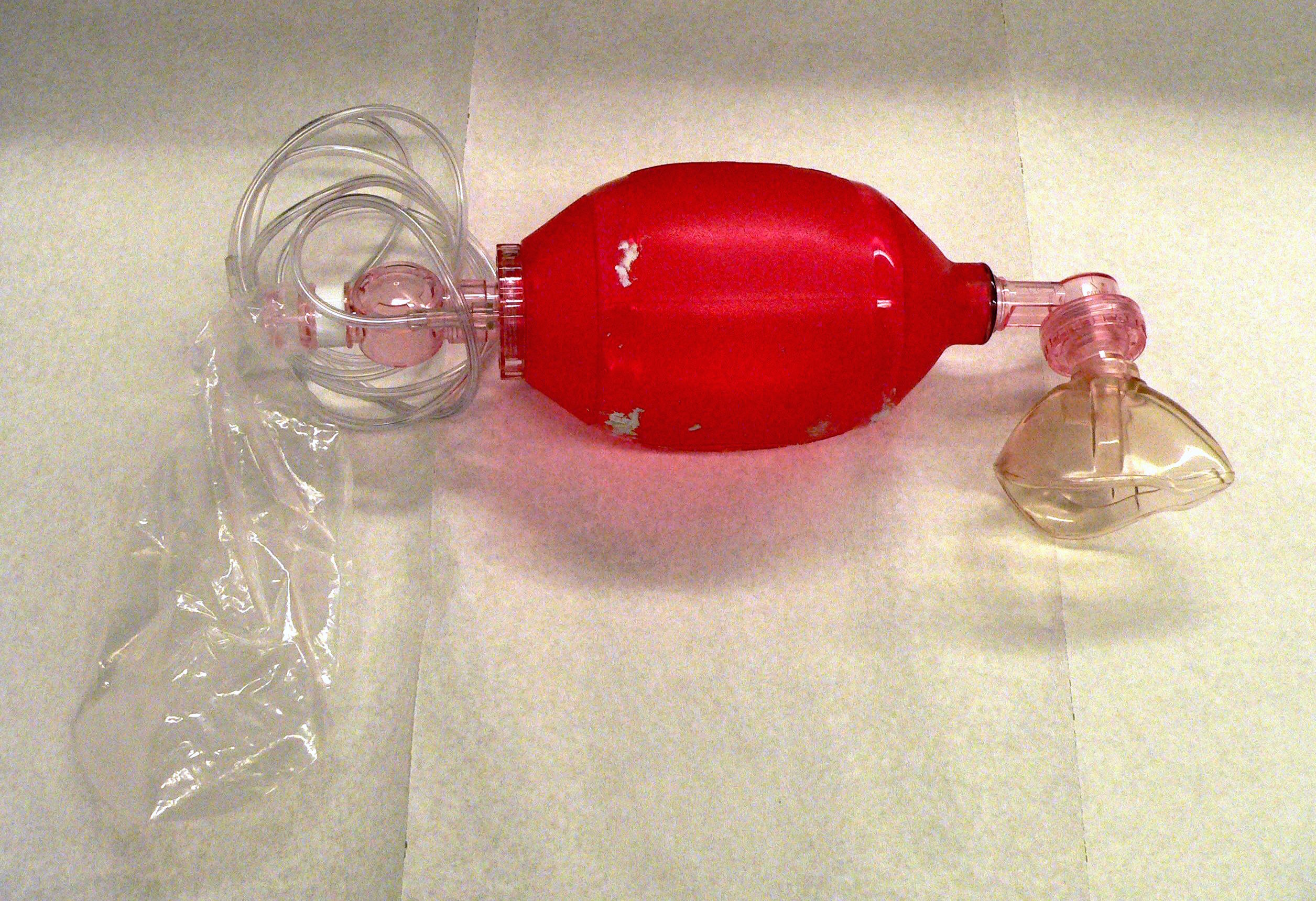
Reservoir applicato a un AMBU.

Il reservoir è un sacchetto collocato sul retro delle maschere dell'ossigeno e dei palloni autoespandibili (AMBU) collegati a una sorgente di ossigeno sotto pressione, come una bombola.
Questo sacchetto serve per aumentare la percentuale di ossigeno presente nella miscela in arrivo al paziente tramite quello fornito dalla bombola, in modo che la ventilazione risulti più efficace. Viene utilizzato solo in presenza di una fonte di ossigeno senza la cui pressione non sarebbe in grado di espandersi ed esercitare la propria funzione.
È soprattutto durante la rianimazione cardiopolmonare che è utile usare il reservoir, visto che in quella situazione devono essere fatte due ventilazioni consecutive e ravvicinate e così tra la prima e la seconda il pallone autoespandibile può riempirsi di ossigeno puro (tramite lo svuotamento del reservoir, che poi si gonfierà nuovamente con quello proveniente dal raccordo della bombola). In assenza di reservoir, il pallone si riespanderà prendendo aria dall'ambiente e solo successivamente l'ossigeno puro della bombola potrà sostituire il contenuto del reservoir.
Tramite la ventilazione pallone/maschera dotati di reservoir la percentuale di ossigeno fornita al paziente utilizzando una fonte a 10-12 L/min è oltre il 90%.
Senza l'utilizzo del reservoir questa percentuale scende fino a valori intorno al 50%, se viene utilizzata una fonte di ossigeno a pressione e al di sotto senza (21%).
Al contrario, durante una sola respirazione artificiale (con circolo presente), nei 3/5 secondi di attesa tra una ventilazione e la successiva il flusso di ossigeno proveniente dal raccordo potrà avere un tempo sufficiente per sostituire il contenuto del pallone.